# Teledramaturgia no Brasil
A teledramaturgia surgiu no Brasil na década de 1950 e acabou por tornar-se o produto televisivo mais popular do Brasil. Ela caracteriza-se por explorar enredos de fácil aceitação pelo público, como histórias de amor e conflitos familiares e sociais. É comum a associação da novela como um produto descartável, como uma oposição a literatura, ao cinema ou ao teatro, o que pode denotar um certo preconceito, visto que é um produto voltado a pessoas de todos os níveis sociais. Funciona como uma espécie de obra aberta, cujo desenvolvimento e desfecho podem ser alterados a qualquer momento, de acordo, principalmente, com os índices de audiência (Ibope), ou seja, segundo o interesse imediato do público na história.

## Evolução
Em 21 de Dezembro de 1951 foi ao ar a primeira tentativa de se realizar uma história sequencial: Sua Vida Me Pertence, original de Walter Forster, transmitida às terças e quintas-feiras ao vivo, devido ao vídeo tape ainda não ter sido inventado. No início, as telenovelas, em sua maioria, eram adaptações de obras literárias, como Os Miseráveis, de Victor Hugo.
A telenovela diária apareceu apenas em 1963: a TV Excelsior exibe 2-5499 Ocupado, de Dulce Santucci. O primeiro grande sucesso de audiência veio com O Direito de Nascer (1964 - 1965), apresentada pela TV Tupi. A partir daí, as emissoras começaram a produzir telenovelas sistematicamente. Beto Rockfeller (1968 - 1969), de Bráulio Pedroso, exibida pela Tupi, revolucionou o gênero ao tratar da realidade brasileira e usar linguagem coloquial.
Com o aprimoramento dos recursos técnicos, atores e autores migraram do cinema e do teatro para a televisão, atraídos também por melhores salários. Em meados dos anos 60, muitos autores de teatro passaram a escrever telenovela, como Dias Gomes, Lauro César Muniz, Ivani Ribeiro e Cassiano Gabus Mendes.
A década de 1970 marcou o início da hegemonia da Rede Globo na produção de telenovelas, que se mantém até hoje. Janete Clair, autora de Irmãos Coragem, Selva de Pedra e Pecado Capital, entre outras, tornou-se a principal autora de telenovelas do período. Também foi o período no qual feitas as primeiras produções em cores, sendo a primeira O Bem-Amado, em janeiro de 1973. Em 1975, começam as produções do horário das seis na Globo, normalmente adaptações de clássicos da literatura. Essas adaptações lançam o novato Gilberto Braga, autor de Helena, Senhora, Escrava Isaura e Dona Xepa. Devido ao sucesso desta última, Gilberto é promovido para o horário das 8, onde escreve Dancin' Days, um marco da teledramaturgia nacional que influenciou, inclusive, a abertura de diversas discotecas pelo Brasil a exemplo da retratada na novela.
Nos anos 80, a emissora lançou as minisséries, que se destacam pela sofisticação da produção e pela adaptação de clássicos da literatura brasileira, como O Tempo e o Vento, de Érico Veríssimo. Nesta década, destacam-se também as telenovelas das 7, marcadas pela comédia e por um sucesso muitas vezes maior do que as telenovelas das oito da época, vide a audiência de Elas por elas, Guerra dos Sexos, Vereda Tropical, Cambalacho, Brega & Chique e Que Rei Sou Eu?. Essas telenovelas consagram Cassiano Gabus Mendes, que implantou um estilo mais comédia ao horário das 7, e Sílvio de Abreu, que inovou com a comédia pastelão de suas tramas.
Os anos 90 começaram com um grande sucesso: Pantanal, de Benedito Ruy Barbosa, na Rede Manchete, que chegou a picos de 40 pontos no Ibope e ameaçou a soberania e audiência da Rede Globo. Mas as produções posteriores não mantiveram o mesmo nível. Só em 1996 a emissora voltou a ter audiência considerável, com Xica da Silva, de Walcyr Carrasco (sob o pseudônimo de Adamo Angel). Em 1998, a Rede Manchete - já em fase de falência - resolveu investir doze milhões de reais na adaptação da obra de Paulo Coelho: Brida. Apesar da revelação do talento da atriz Carolina Kasting no papel de Brida, o resultado não foi o esperado pela Manchete, que faz de tudo para aumentar os baixos índices de audiência. No final, a telenovela teve seu desfecho narrado por um locutor, pois todo o elenco entrou em greve, movendo uma ação conjunta no Ministério do Trabalho para receber os salários atrasados. Brida se tornou outra das poucas telenovelas no Brasil que não teve final exibido, a exemplo de Como Salvar Meu Casamento, na época de falência da Rede Tupi.
O SBT reativou seu núcleo de dramaturgia em 1994 e exibiu Éramos Seis, adaptação do romance homônimo de Maria José Dupré. Em 1995 a emissora contratou três dos maiores autores da época: Glória Perez, Benedito Ruy Barbosa e Walter Negrão, que rescindiram o contrato e voltaram para à Rede Globo, que teria prometido assumir o ônus no caso de uma derrota judicial nas ações movidos pelo SBT contra os autores. Entretanto, a emissora continua a veicular produções mexicanas, como Marimar e Maria do Bairro, estreladas pela atriz e cantora Thalía. A última produção nacional do SBT foi Fascinação, de 1998. A Rede Bandeirantes apostou no sistema de coprodução com produtoras independentes. O resultado dessa parceria são as telenovelas A Idade da Loba e O Campeão, ambas de 1995. Também em 1995, na Rede Globo, era lançada Malhação, um folhetim com temática jovem com objetivo principal de revelar novos atores para as produções da casa.
Após uma interrupção de 24 anos - a última produção havia sido Meu Adorável Mendigo, de 1973 - a Rede Record começou novamente a produzir telenovelas. Canoa do Bagre, de 1997, iniciou uma nova fase de produções. Apesar dos baixos índices no Ibope, a Record não desistiu e lançou, em média, duas produções por ano, apresentando também telenovelas produzidas no México como Olhar de Mulher em 2000 e na Venezuela como Joana, a Virgem em 2002.
Nos anos 2000, o SBT intensifica a produção de versões nacionais de telenovelas estrangeiras, principalmente mexicanas. Após o sucesso de Chiquititas, coprodução com a argentina Telefé, a emissora lança novelas como Pícara Sonhadora, Amor e Ódio, Marisol, Pequena Travessa, Jamais te Esquecerei, Canavial de Paixões, Seus Olhos, Esmeralda, Os Ricos Também Choram, Cristal, Maria Esperança e, mais recentemente, Amigas e Rivais, que não foram produções absolutamente contínuas, tendo suas transmissões intercaladas com telenovelas mexicanas.
As principais tendências do período na teledramaturgia nacional foram as produções de época. Com o lançamento de minisséries como Hilda Furacão e Chiquinha Gonzaga, a Rede Globo percebeu os altos índices de audiência e apostou em superproduções. Dois exemplos são a telenovela Força de um Desejo, de Gilberto Braga, e Terra Nostra, de Benedito Ruy Barbosa.
Em 2004, após uma tentativa frustrada com Metamorphoses, a Rede Record retoma às produções de telenovelas com o lançamento de A Escrava Isaura, passando ao posto de segunda maior produtora nacional na categoria. Nos anos a concorrência com a Rede Globo aumenta, sendo esta batida com frequência por produções como Prova de Amor, Vidas Opostas e Caminhos do Coração. Ao mesmo tempo, a Rede Globo passa por uma crise em suas novelas, que registram queda de audiência, sobretudo no horário das sete onde os índices só subiram com as duas primeiras telenovelas do novato João Emanuel Carneiro, Da Cor do Pecado e Cobras & Lagartos.
Com a chegada da televisão digital no Brasil, em 2007, as primeiras produções transmitidas com a alta definição suportada pelo formato são Duas Caras, da Rede Globo, e Dance Dance Dance, da Band.
Os autores mais importantes da atualidade são, entre outros, Gilberto Braga (Celebridade, Paraíso Tropical, Insensato Coração e Babilônia), Silvio de Abreu (Belíssima, Passione), Aguinaldo Silva (Senhora do Destino, Fina Estampa e Império), Glória Perez (O Clone, América, Caminho das Índias, Salve Jorge e A Força do Querer), Manoel Carlos (Mulheres Apaixonadas, Páginas da Vida, Viver a Vida e Em Família), Walcyr Carrasco (Alma Gêmea, Gabriela, Amor à Vida, Verdades Secretas, Eta Mundo Bom e O Outro Lado do Paraíso), João Emanuel Carneiro (Da Cor do Pecado, A Favorita, Avenida Brasil, A Regra do Jogo), todos da Rede Globo, além de Tiago Santiago (Prova de Amor), Marcílio Moraes (Vidas Opostas e A Lei e o Crime), Lauro César Muniz (Cidadão Brasileiro), Gisele Joras (Amor e Intrigas), Ana Maria Moretzsohn (Luz do Sol) e Cristianne Fridman (Chamas da Vida), da Rede Record, além também de Íris Abravanel (Revelação), Tiago Santiago (Uma Rosa com Amor), do SBT. Entretanto, vem ganhando força a tendência do trabalho conjunto na autoria das tramas, antes, quase sempre, restrita a um único escritor. Um exemplo disso é a dupla Ricardo Linhares e Gilberto Braga, autores de Paraíso Tropical (2007), e Bosco Brasil e Cristianne Fridman, autores de Bicho do Mato (2006).

## Propaganda na telenovela
As telenovelas adquirem forte caráter mercadológico pela empatia que se estabelece entre o público e as personagens. O merchandising vem paulatinamente sendo cada vez mais usado nas telenovelas: são introduzidos anúncios cada vez menos discretos durante as cenas e até mesmo nas vinhetas de abertura, como em Bambolê e Top Model. Também são usadas inserções não comercializadas, mas que pretendem informar o telespectador sobre problemas imediatos, de utilidade pública. Na telenovela O Rei do Gado, de 1997, por exemplo, da Rede Globo, em vários momentos foi ressaltada a necessidade de os produtores vacinar o gado contra a febre aftosa. A veiculação de mensagens de caráter educativo, de prevenção de doenças e combate ao consumo de drogas são exemplos de um considerável avanço da teledramaturgia brasileira, já que as telenovelas, em princípio, não têm como escopo educar, mas somente de entreter.
O autor de telenovelas não tem que, obrigatoriamente, aceitar a inserção, no enredo, de um anúncio publicitário. Porém o fato de fazê-lo, segundo alguns deles, estabelece uma maior identificação dos telespectadores com os personagens, já que, na vida real, todas as pessoas vão ao caixa eletrônico, compram livros, escovam os dentes, etc. Espera-se no entanto que o autor use essas inserções com critérios bem definidos, de modo a não se chocar com o roteiro, o que pode comprometer o andamento da trama.

## Telenovelas no exterior

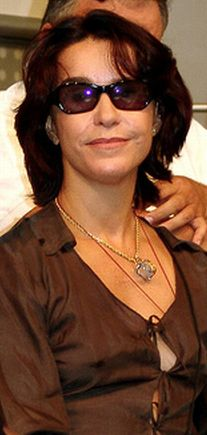
Lucélia Santos, famosa por interpretar Isaura em Escrava Isaura.

Atualmente as telenovelas brasileiras são exportadas para mais de 120 países. A primeira produção do gênero a entrar no ar fora do Brasil foi O Bem Amado (1973), escrita por Dias Gomes e exibida pela Rede Globo. A Escrava Isaura (1976), também da Globo, fez enorme sucesso, sendo vendida para mais de oitenta países e até pouco tempo, foi a telenovela mais exportada, título que agora pertence a  Avenida Brasil (130 países), logo em seguida Da Cor do Pecado (100 países), logo após vem "Terra Nostra", em terceiro lugar lugar com 95 países, seguido de "O Clone" (90 países) e assim por diante. Só a Globo, a líder do mercado, fatura cerca de 150 milhões de dólares anualmente com a venda de telenovelas ao exterior.
As telenovelas brasileiras acabam tendo um caminho difícil no exterior, por serem muito voltadas para o Brasil. Poucas telenovelas foram feitas para o mercado externo:
- Sinhá Moça (1986), devido a grande vendagem de A Escrava Isaura, seria uma nova versão, trazendo Lucélia Santos e Rubens de Falco. Fez enorme sucesso na China, país onde Lucélia Santos é ídolo.
- Esperança (2002), por Terra Nostra (1999) ser a telenovela brasileira mais vendida de todos os tempos, a Globo decidiu fazer uma sequência, apesar das comparações entre as telenovelas enfurecerem o autor Benedito Ruy Barbosa. Mesmo assim, a telenovela foi chamada de Terra Nostra 2 na Itália. A história muito parecida com a original, aliada a acidentes nas gravações, péssima avaliação da crítica, Horário Eleitoral Gratuito de cinquenta minutos entre a telenovela e o Jornal Nacional, fazendo o público desligar a TV e a substituição do autor, devido a problemas de saúde, por Walcyr Carrasco, que alterou bastante a história e até a personalidade de personagens contribuíram para seu fracasso.
- Roque Santeiro (Dias Gomes), foi exportada para inúmeros países, a ponto de fazer a atriz principal, Regina Duarte ("Porcina"), um ídolo em Cuba (outro papel que também a consagrou na ilha foi a Raquel de Vale Tudo). A trama também fez grande sucesso em Angola a ponto de uma feira local ter o mesmo nome da novela.
- Vale Tudo (Gilberto Braga), outra grande novela, foi exportada para vários países e também fez estrondoso sucesso, a ponto de ganhar uma versão hispânica via Telemundo dos EUA. Vale Tudo fez tanto sucesso em Cuba, que influenciou no nome da rede de restaurantes privados na ilha: "Paladares", numa alusão ao restaurante de Raquel (Regina Duarte).
- Telenovelas "jovens" (das sete, no caso) também fizeram sucesso no exterior, apesar desse fato não ser divulgado pela televisão. Top Model (Antonio Calmon e Walter Negrão) fez sucesso em Portugal, Alemanha, Rússia, Hungria, México (a ponto de  fazerem uma versão local - malsucedida - da trama) e outros países da América Latina. Vamp (Antonio Calmon) fez sucesso em Portugal, República Dominicana, Chile, Peru, México e Venezuela.
- Pantanal (Benedito Rui Barbosa), da extinta TV Manchete, foi a única telenovela fora da Rede Globo que fez grande sucesso no exterior, principalmente em Portugal e na América Latina.
- Começar de Novo e Como Uma Onda (ambas de 2004): telenovelas produzidas em homenagem aos maiores mercados das telenovelas brasileiras (Rússia e Portugal respectivamente). No entanto, não fizeram grande sucesso no Brasil.[4][5]

Na Itália, país que não possui tradição em telenovelas, as produções brasileiras voltam a conhecer uma fase de euforia com o lançamento de Terra Nostra, em setembro de 2000. De acordo com o Diretor de divisão internacional da Rede Globo, Carlos Alberto Simonetti, vários eventos com a presença dos protagonistas foram programados para o lançamento da telenovela.
Nos últimos cinco anos, algumas das telenovelas mais comercializadas foram Renascer (1993), O Rei do Gado (1996) e Por Amor (1997).
A partir dos anos 90 surgira as coproduções entre emissoras brasileiras e estrangeiras, para facilitar a comercialização. A primeira foi Lua Cheia de Amor (1991), da Globo, em parceria com a RTVE, da Espanha. Seguiu-se Pedra sobre Pedra, de Aguinaldo Silva, e Mulheres de Areia, de Ivani Ribeiro, ambas coproduções com a TV portuguesa RTP1. Paixões Proibidas, da Bandeirantes, também seguiu o caminho em parceria com a RTP.

## Produção
No Brasil, a maior produtora de telenovelas é a Rede Globo, que atualmente mantém quatro horários padrões de transmissões: telenovela das nove (às 21h10) e as quartas (às 20h58), das sete (às 19h30), das seis (às 18h25) e das onze (às 23h00) e as quartas (às 23h45) e as sextas (às 23h30), intercaladas por telejornais, além do folhetim Malhação (às 17h55). A Rede Record é a segunda maior produtora de telenovelas nacionais com dois horários: às 19h15 e às 22h15, tendo chegado a criar um terceiro horário com o folhetim Alta Estação. O SBT e a Bandeirantes também seguem na produção de telenovelas, principalmente com adaptações de textos mexicanos e argentinos, respectivamente. No entanto, as emissoras brasileiras que mais foram bem-sucedidas na produção de telenovelas (além da Rede Globo) foram as hoje extintas TV Tupi e Rede Manchete.
A TV Tupi, que foi a primeira emissora brasileira a produzir telenovelas, produziu tramas de grande público e qualidade televisiva tais como: O Direito de Nascer, Beto Rockfeller, Antônio Maria, Nino, o Italianinho, Mulheres de Areia, A Viagem, Ídolo de Pano, Meu Rico Português, O Profeta e Aritana até a sua extinção em 1980. Já a Rede Manchete também produziu sucessos como Dona Beija, Corpo Santo, Helena, Carmem, Kananga do Japão, A História de Ana Raio e Zé Trovão, Xica da Silva, e principalmente, Pantanal, que obteve mais de 40 pontos de audiência e introduziu algumas mudanças nas produções de outras emissoras, principalmente na Rede Globo, a qual na época criou um horário experimental de telenovelas às 21:30 horas, exibindo a telenovela Araponga. Por essas razões, Tupi e Manchete são, depois da Globo, as emissoras brasileiras mais conhecidas no mundo, ainda que não estejam mais no ar.
As maiores produtoras e exportadoras de telenovelas do mundo são a Globo e a Televisa, do México, que produz dezesseis telenovelas por ano, porém muitas são versões mexicanas de novelas argentinas e colombianas enquanto a Rede Globo produz seis, originalmente brasileiras, consequentemente, elas são mais bem elaboradas. As tramas da Televisa são feitas com baixos investimentos, tanto que a empresa mexicana tem um faturamento menor do que o da Rede Globo com exportações de telenovelas. As mexicanas entretanto fazem mais sucesso do que as da Globo em escala mundial - possivelmente pelo fato de que a Globo faz seus folhetins focando no mercado nacional, com muitas referências e regionalismos (a maior parte das telenovelas se passa no Rio de Janeiro, enquanto a Televisa faz suas produções focando no mercado internacional.
A Record atualmente investe pesado no gênero telenovela. O equipamento usado por essa emissora, chega a ser comparado com o equipamento usado pelos estúdios de Hollywood. A Bandeirantes também já produziu telenovelas de destaque, entre elas destaca-se Os Imigrantes da autoria de Benedito Ruy Barbosa de 1981 e recentemente vem apostando no gênero infanto-juvenil com Floribella e Dance Dance Dance, além da luso-brasileira Paixões Proibidas.
No mundo existem outras produtoras de telenovelas como a Telefé na Argentina, TV Azteca no México, principal concorrente da Televisa naquele país, entre outras.

## Situações rotineiras em telenovelas brasileiras
Nas telenovelas muitas vezes se repetem fatos já ocorridos em outras telenovelas, os chamados clichês, apesar de que isso não seja uma generalização. Alguns eventos comuns que ocorrem em telenovelas brasileiras atuais são:
- Casais que se apaixonam à primeira vista e terminam a trama juntos.
- Pais de criação não serem pais biológicos de alguns personagens.
- Integrar à trama temas cotidianos polêmicos, tais como preconceito, violência, consumo de drogas e filhos homossexuais.
- Vilões capazes de armar situações que fogem do conceito do cotidiano para prejudicar o casal principal.
- Uso de recursos clichês para conduzir a trama, como "quem matou" onde um personagem é assassinado misteriosamente e o responsável somente é revelado no último capítulo.
- Dependendo do local onde a telenovela é retratada, apresenta pessoas e paisagem diferentes e altamente caricatas. Por exemplo, se a telenovela é feita no Maranhão, é comum que tenha uma grande quantidade de mulheres negras, praias desertas e casas antigas; se a telenovela é feita em Pernambuco, é comum ter pessoas com uma grande quantidade de filhos e falando com sotaque exagerado; se a telenovela é feita em São Paulo, é comum ter uma grande quantidade de empresários ricos.

Entre outros fatores comuns estão, devido a pesquisas de público e classificação indicativa, gêneros de telenovelas comuns a determinados horários. Telenovelas de temática infantil e jovem são exibidas, geralmente, na faixa horária entre 17h e 20h. As chamadas "água-com-açúcar", novelas leves que visam somente entreter e não têm grandes perspectivas de retratar a realidade, são exibidas na faixa horário entre 18h e 19h. No horário das 19h às 20h encontram-se telenovelas leves e/ou cômicas. A partir das 8h até a meia-noite, as tramas são mais elaboradas e abordam assuntos do cotidiano. Consequentemente, são mais assistidas e tornam-se assuntos de discussões do público. As reprises ocorrem nos mais diversos horários, sendo a faixa horária mais clássica, a exibida nas tardes da Rede Globo dentro da sessão Vale a Pena Ver de Novo.

## Séries de televisão
Apesar de bastante apreciadas entre alguns nichos de mercado brasileiros, as séries de televisão não são tão difundidas como as telenovelas, mas têm grande importância na dramaturgia nacional. No entanto, o número de séries dramáticas brasileiras é um tanto pequeno se comparado ao de séries humorísticas. Isto se deve principalmente à apreciação do público pelas telenovelas, concorrentes diretas no gênero.

### Evolução

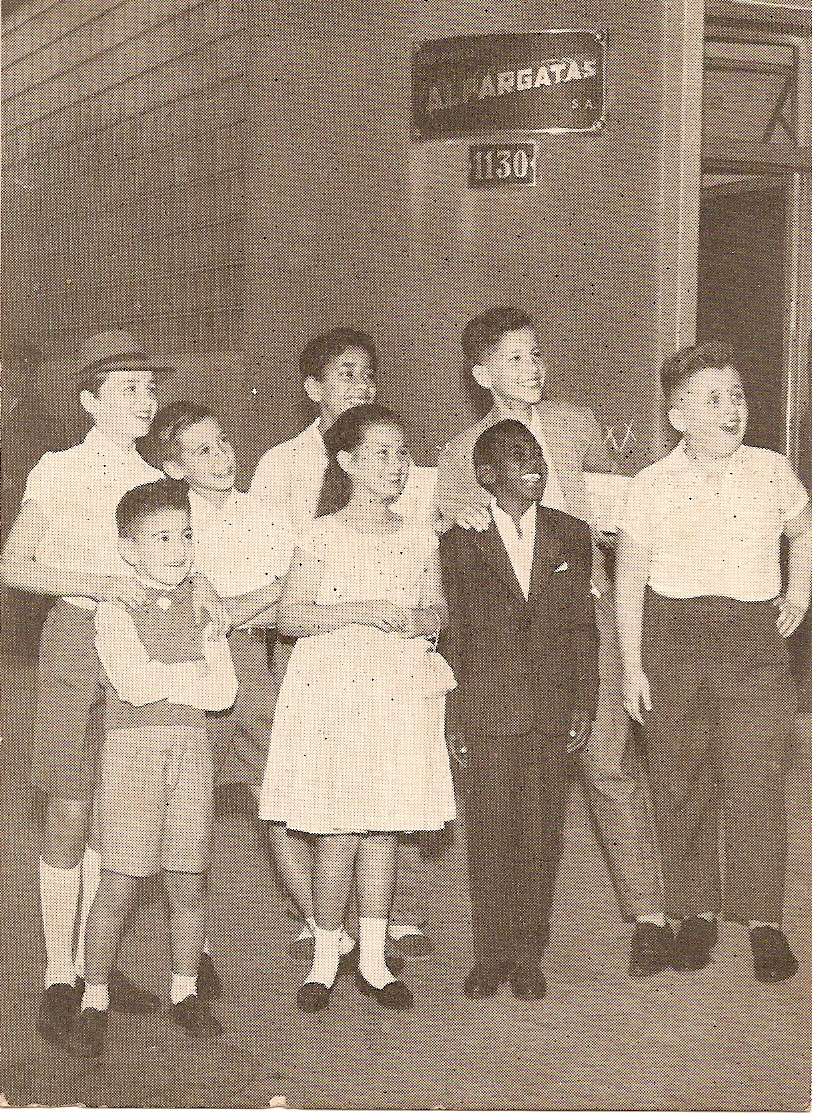
Os oito integrantes de A Turma do Sete.

Inicialmente, no período que compreende da criação da TV Tupi até 1963, quando as telenovelas passaram a ser diárias, as séries foram amplamente produzidas no Brasil.
A primeira série brasileira, Rancho Alegre, estreou na TV Tupi em 20 de setembro de 1950, dois dias após a inauguração da televisão brasileira. Estrelada por Mazzaropi, a atração humorística foi exibida até 1954. Em 1952 estreou a primeira série infantil brasileira, Sítio do Picapau Amarelo, baseada na obra de Monteiro Lobato, na TV Tupi. Em 1953 estreou na Tupi a primeira sitcom brasileira, Alô, Doçura!, baseado na estadunidense I Love Lucy.
Em 1954, a TV Record estreia Capitão 7, série de super-herói cujo nome representa o número do canal na capital paulista. Também na TV Record, a infantil A Turma do Sete estreou em 1959. Curiosamente, diferente do título, a tal turma era formada por oito integrantes. Isto se deveu ao teste de elenco feito por um garoto que foi tão bem sucedido que forçou a equipe a integrar mais uma personagem ao elenco.
As tramas policiais também tiveram vez com 22-2000 Cidade Aberta (1965-1966), da TV Globo, e O Vigilante Rodoviário (1961-1962), da TV Tupi.
Tradicional na televisão brasileira, A Família Trapo estreou em 1967 e foi ao ar até 1972. A série foi líder de audiência na televisão brasileira por três anos consecutivos e era transmitida ao vivo, com os erros de gravação indo ao ar. Seu formato foi adotado em séries posteriores, como Sai de Baixo de 1996, e Meu Cunhado, de 2004 — o segundo também estrelado por Ronald Golias, mas sem plateia.
A produção de séries infantis na TV Cultura atingiu ápice com Mundo da Lua, de 1991.
Nos anos 2000, a televisão brasileira "sofre" uma invasão de séries humorísticas, tais como Os Normais e A Grande Família (remake), de 2001, Sexo Frágil, de 2003, Sob Nova Direção, A Diarista e Os Aspones de 2004, Minha Nada Mole Vida e Avassaladoras, a Série, de 2006, Toma Lá Dá Cá e O Sistema, de 2007 e Dicas de um Sedutor, de 2008. Também é sucesso uma vertente demonstrada nos cinemas: a periferia. Com isto, são produzidas as séries  Cidade dos Homens, de 2001, Turma do Gueto, de 2003, e Antônia, de 2006. As séries infantis contam com Ilha Rá-Tim-Bum, Vila Sésamo e Um Menino Muito Maluquinho.

## Tamanho
- Microssérie: de 3 a 7 capítulos, geralmente são sazonais e apresentam uma história simples, podendo ser voltado tanto para o público infantil tanto com adulto.
- Minissérie: de 8 a 59 capítulos, geralmente transmitido à noite (dez ou onze horas), têm uma transmissão regular, podendo ser transmitida no fim ou no começo do ano, salvo exceções
- Mininovela: de 60 capítulos a 105, só podem ser considerados do gênero quando passados no horário habitual, quando transmitidos em outro horário, são considerados minisséries
- Novela de tamanho pequeno: de 106 a 150 capítulos, geralmente são novelas da seis da Rede Globo (vária de 95 a 195 capítulos) e a maioria do SBT, são histórias mais simples com menos personagens e de mais fácil entendimento do público.
- Novela de tamanho mediano: de 151 a 200 capítulos, são histórias com mais enredo e personagens, geralmente são as novelas da sete, e algumas novelas das oito e das seis.
- Novela de tamanho grande: têm mais de 201 ou mais, e geralmente são as famosas novelas das oito, tento como padrão 203, 209, 215, 221 e 227 capítulos. São histórias mais elaboradas, com mais personagens e dando ênfase à trabalhos sociais e doenças com algum tabu.
- Histórias muito mais longas do que isso, já podem ser consideradas como soap operas.

### Queda de audiência
A década de 2000 viu o declínio de audiência na televisão no Brasil, tendo aumentado o acesso à Internet no mesmo período. Na década, as cinco maiores redes de televisão do país perderam 4,3% de sua cota. O SBT perdeu 44% de sua audiência no horário nobre, enquanto a Globo perdeu 9%. A maior queda para a TV Globo aconteceu em suas telenovelas, marcando assim uma queda histórica durante a década. Em 2015, Babilônia marcou a menor audiência de todos os tempos em telenovelas apresentadas no horário das 20h/21hs: apenas 25 pontos.
De acordo com Renata Pallottin, professora da Universidade de São Paulo, isso acontece porque as novelas recentes, que mantém a mesma estrutura básica desde a década de 1970, provou ser pouco atraente para o público mais jovem, que preferem séries de TV americanas ou utilizar a internet. Outro fator são alguns temas apresentados nos enredos, assuntos desgastados ou rejeitados pelo público.